# Zarzęcin (osada leśna)
Zarzęcin – osada leśna w Polsce położona w województwie łódzkim, w powiecie opoczyńskim, w gminie Mniszków.
W latach 1975–1998 miejscowość administracyjnie należała do województwa piotrkowskiego.